# 哈利·波特20周年：重返霍格沃兹
《哈利·波特20周年：重返霍格沃兹》是HBO Max為了紀念哈利·波特系列電影的首部作品《神秘的魔法石》上映20周年而推出的一個經典影視作品重聚特辑。該特辑由華納兄弟電視公司與華納地平線聯合製作，並由凱西·帕特森擔任製作人。
哈利波特電影的主要創作團隊於節目中亮相，包括三名主角丹尼尔·拉德克利夫、魯伯特·葛林、艾玛·沃森，以及其他演員如海伦娜·博纳姆·卡特、羅比·科特瑞恩、雷夫·范恩斯、傑森·艾塞克、加里·奧德曼、汤姆·费尔顿、詹姆斯·菲尔普斯、奥利弗·菲尔普斯、马克·威廉姆斯、邦妮·赖特、阿爾弗雷德·伊諾奇、伊恩·哈特、陶比·瓊斯、馬修·路易斯、伊凡娜·林奇，以及該系列製片人大衛·海曼與電影製作人克里斯·哥伦布、艾方索·柯朗、迈克·纽维尔和大卫·叶茨一起出現於特別節目中出現。然而原著作者J·K·罗琳因发表针对跨性别人士的争议言论而未獲邀参與拍攝，但仍以過往的採訪檔案錄影亮相。

## 成員陣容
- 丹尼尔·拉德克利夫 （哈利·波特演員）[1]
- 魯伯特·葛林 （榮恩·衛斯理演員）[1]
- 艾玛·沃森 （妙麗·格蘭傑演員）[1]
- 羅比·科特瑞恩 （魯霸·海格演員）[1]
- 加里·奧德曼 （天狼星·布萊克演員）[1]
- 雷夫·范恩斯 （佛地魔演員）[1]
- 傑森·艾塞克 （魯休思·馬份演員）[1]
- 汤姆·费尔顿 （跩哥·馬份演員）[1]
- 詹士·菲爾普斯（英语：James Phelps (actor)） （弗雷·衛斯理演員）[1]
- 奥利弗·菲爾普斯（英语：Oliver Phelps (actor)） （喬治·衛斯理演員）[1]
- 马克·威廉姆斯 （亞瑟·衛斯理演員）[1]
- 邦妮·赖特 （金妮·衛斯理演員）[1]
- 阿爾弗雷德·伊諾奇 （丁·湯馬斯演員）[1]
- 伊恩·哈特 （奎若教授演員）[1]
- 陶比·瓊斯 （家庭小精靈多比演員）[1]
- 馬修·路易斯 （奈威·隆巴頓演員）[1]
- 伊凡娜·林奇 （露娜·羅古德演員）[1]
- 海伦娜·博纳姆·卡特 （貝拉·雷斯壯演員）[1]
- 大衛·海曼（監製）[1]
- 克里斯·哥伦布（第一部及第二部導演）[1]
- 艾方索·柯朗（第三部導演）[1]
- 迈克·纽维尔（第四部導演）[1]
- 大卫·叶茨（第五至八部導演）[1]
- J·K·罗琳（影像画面）[2]

## 製作

### 發展
2021年11月，華納兄弟宣布推出一部由《哈利波特》電影系列的演員和電影製作人組成的回顧特輯，名為《哈利·波特20周年：重返霍格華兹》，以慶祝該系列的首部作品—《神秘的魔法石》20周年的上映，一眾主要演員及創作人將於節目中亮相。該特輯由華納兄弟電視公司與華納地平線聯合製作，並由凱茜·帕特森擔任執行製片人。該特輯於英國赫特福德郡利维斯登的華納兄弟倫敦巡迴工作室—哈利·波特的製作錄製。原著作者J·K·羅琳由於發表針對跨性別人士的爭議性言論因而未獲受邀參與拍攝，但她以影像畫面亮相節目。
J·K·羅琳作為該系列小說的作者在電影製作中發揮了重要作用—基本上她沒有出現在特輯之中。她於檔案錄像片段中出現的時間不足30秒，並且被特輯裡的一些受訪者提及到，但沒有替她的特別照片製作廣告。批評人士推測，這是由於她對跨性別問題的看法，並且據《每日電訊報》的埃德·鲍華（Ed Power）稱，她因此「受到該系列演員的公開譴責」。然而《娛樂周刊》報導稱，羅琳曾受邀出席，但認為存檔片段經已足夠，而「知情人士」否認她的決定與跨性別問題的爭議有關。

### 拍攝
這個特輯是在英國赫特福德郡利維斯登的華納兄弟倫敦巡迴工作室—哈利·波特的製作之中拍攝這個特別節目。

### 更正
在最初的版本中，愛瑪·羅拔絲的童年照被錯誤地呈現為愛瑪·屈臣的肖像；詹士·菲爾普斯及奥利弗·菲爾普斯錯誤地被貼上了彼此的標籤。
這些錯誤已於1月3日的新版本中得到糾正。

## 發行
《哈利·波特20周年：重返霍格華茲》於2022年1月1日在HBO Max上發布，該特備節目也將於《怪獸與鄧不利多的秘密》上映之前，在2022年稍後時間於TBS及卡通頻道播放；在英國及愛爾蘭地區，該特輯由天空英國和Now (天空电视台)播放；在加拿大地區由Crave播放；而Binge則負責澳洲的發行；該特輯在新西蘭由TVNZ 2和TVNZ OnDemand發行；在阿聯酋則由OSN發行；Amazon Prime Video負責印度的播放；爱奇藝、優酷和腾訊視頻則負責中國的發行。
| 地區                   | 廣播公司                                      | 參考          |
| ---------------------- | --------------------------------------------- | ------------- |
| 亞洲（已選國家）       | HBO Go                                        | [ 16 ]        |
|                        | Binge                                         | [ 11 ]        |
| 比利时                 | Streamz (Flanders) Tipik and Auvio (Wallonia) | [ 17 ] [ 18 ] |
| 加拿大                 | Crave                                         | [ 10 ]        |
| 中歐和東歐（已選國家） | HBO Go                                        | [ 19 ]        |
| 法國                   | Salto                                         | [ 20 ]        |
| 德国                   | Sky                                           | [ 21 ]        |
| 印度                   | Prime Video                                   | [ 14 ]        |
| 愛爾蘭                 | Sky and Now                                   | [ 9 ]         |
| 義大利                 | Sky                                           | [ 19 ]        |
| 拉丁美洲及加勒比地區   | HBO Max                                       | [ 22 ]        |
| 新西兰                 | TVNZ 2 and TVNZ OnDemand                      | [ 12 ]        |
| 中東（已選國家）       | OSN                                           | [ 13 ]        |
| 北歐五國               | HBO Max                                       | [ 19 ]        |
| 俄羅斯                 | Amediateka                                    | [ 19 ]        |
| 西班牙                 | HBO Max                                       | [ 19 ]        |
| 瑞士                   | Sky                                           | [ 23 ]        |
| 葡萄牙                 | HBO Go                                        | [ 19 ]        |
| 英国                   | Sky and Now                                   | [ 8 ] [ 19 ]  |
| 美国                   | HBO Max                                       | [ 3 ]         |

## 評價
在評論聚合網站《爛番茄》上，根據22則評論，該特輯獲得95%的支持率，平均評分為 8.2/10。該網站的關鍵共識寫道，「《重返霍格華茲》深情而富有啟發性，它提供了一個親密的瞥見，讓我們深入了解到《哈利波特系列》的製作如何為參與者帶來了自己的特殊魔法。」《Metacritic》使用了加權平均，它根據11個評論，給出了65分（滿分為100分），表示「普遍好評」。